# UFC 198
UFC 198: Werdum vs. Miocic var en MMA-gala som arrangerades av Ultimate Fighting Championship och ägde rum 14 maj 2016 i Curitiba i Brasilien. 

## Resultat
1. ↑  Titelmatch i tungvikt.
2. ↑  Catchweight 140 lbs.'"`UNIQ--ref-00000005-QINU`"'